# Ochthebius meridionalis
Ochthebius meridionalis es una especie de escarabajo del género Ochthebius, familia Hydraenidae. Fue descrita científicamente por Rey en 1885.
Se distribuye por Turquía (provincia de Mersin). Mide 1,8 milímetros de longitud y su edeago 0,4 milímetros.